# Werner Maser
Werner Maser (né le 12 juillet 1922 à Paradeningken (de), arrondissement d'Insterbourg, en province de Prusse-Orientale, mort le 5 avril 2007 à Spire en Rhénanie-Palatinat) est un historien, universitaire et journaliste allemand. Une grande partie de ses travaux est consacrée au Troisième Reich.

## Ouvrages
- Die Organisierung der Fuehrerlegende: Studien zur Fruehgeschichte der NSDAP bis 1924. 1954; nouvelle édition : Die Frühgeschichte der NSDAP. Hitlers Weg bis 1924. Bonn 1965.
- Genossen beten nicht – Kirchenkampf des Kommunismus. Verlag Wissenschaft und Politik, Köln 1963.
- Der Sturm auf die Republik. Deutsche Verlagsanstalt, 1973,  (ISBN 3-421-01662-3); Neuausgabe: Der Sturm auf die Republik. Frühgeschichte der NSDAP. Ullstein, Frankfurt am Main 1981,  (ISBN 3-548-34041-5).
- Deutschland, Traum oder Trauma: kein Requiem. Droemer Knaur, 1984,  (ISBN 3-426-26145-6).
- Zwischen Kaiserreich und NS-Regime: Die erste deutsche Republik 1918 bis 1933. Bouvier, 1992,  (ISBN 3-412-02354-X).
- Adolf Hitler: Legende – Mythos – Wirklichkeit. (Naumann & Göbel, Köln 1971) Bechtle, 18. Auflage, München/ Esslingen 2001,  (ISBN 3-7628-0521-0).
- Nürnberg. Tribunal der Sieger. (Düsseldorf 1977) Edition Antaios, Schnellroda 2005,  (ISBN 3-935063-37-7).
- Adolf Hitler. Das Ende der Führerlegende. Moewig, München 1982,  (ISBN 3-8118-4325-7).
- Am Anfang war der Stein: die Geschichte des Abendlandes, ein Wettlauf um die Bodenschätze. Droemer Knaur, 1984,  (ISBN 3-426-26127-8).
- Armer Schubert! Fälschungen und Manipulationen. Marginalien zu Franz Schuberts Sinfonie von 1825. Goldoni, Stuttgart 1985.
- Das Regime. Alltag in Deutschland 1933–1945. Dietz, Berlin 1990,  (ISBN 3-320-01732-2).
- Das Dritte Reich. Bublies, 1997,  (ISBN 3-926584-43-2).
- Fälschung, Dichtung und Wahrheit über Hitler und Stalin. Olzog Verlag, München 2004,  (ISBN 3-7892-8134-4).
- Der Wortbruch. Hitler, Stalin und der Zweite Weltkrieg., Pour le Mérite Verlag, Selent 2007,  (ISBN 978-3-932381-06-5).

## Biographies
- Reichspräsident Friedrich Ebert. Sozialdemokrat und Patriot. Eine politische Biographie. (1987), Druffel & Vowinckel, Inning am Ammersee 2007
- Helmut Kohl. Ullstein, 1990,  (ISBN 3-550-07401-8)
- Hindenburg. Moewig, 1990,  (ISBN 3-8118-1118-5)
- Heinrich George: Mensch aus Erde gemacht: die politische Biographie. Quintessenz Verlag, 1998,  (ISBN 3-86124-351-2)
- Hermann Göring. Hitlers janusköpfiger Paladin – Die politische Biographie., Be.bra verlag, 2000,  (ISBN 978-3-86124-509-4).